# Devareddyhalli, Challakere
Devareddyhalli là một làng thuộc tehsil Challakere, huyện Chitradurga, bang Karnataka, Ấn Độ.